# Lambdaistanbul
Lambdaİstanbul est une organisation turque qui lutte pour la libéralisation du statut des homosexuels. Elle organise des expositions de films, des marches et des réunions. Cette organisation est très active contre l'homophobie. Depuis les 9 dernières années, ses membres participent à des réunions hebdomadaires dans lesquelles ils discutent de l'homosexualité et partagent leurs expériences.

## But
Lambda travaille pour que les homosexuels puissent mieux s'exprimer et vivre sereinement. Pour parvenir à ce but, ils travaillent sur l'amélioration de leur personne et de la société.
Lambdaistanbul est ouverte à tous les militants réguliers. Ils visent à rencontrer des personnes dans une ambiance de tolérance et de sincérité.

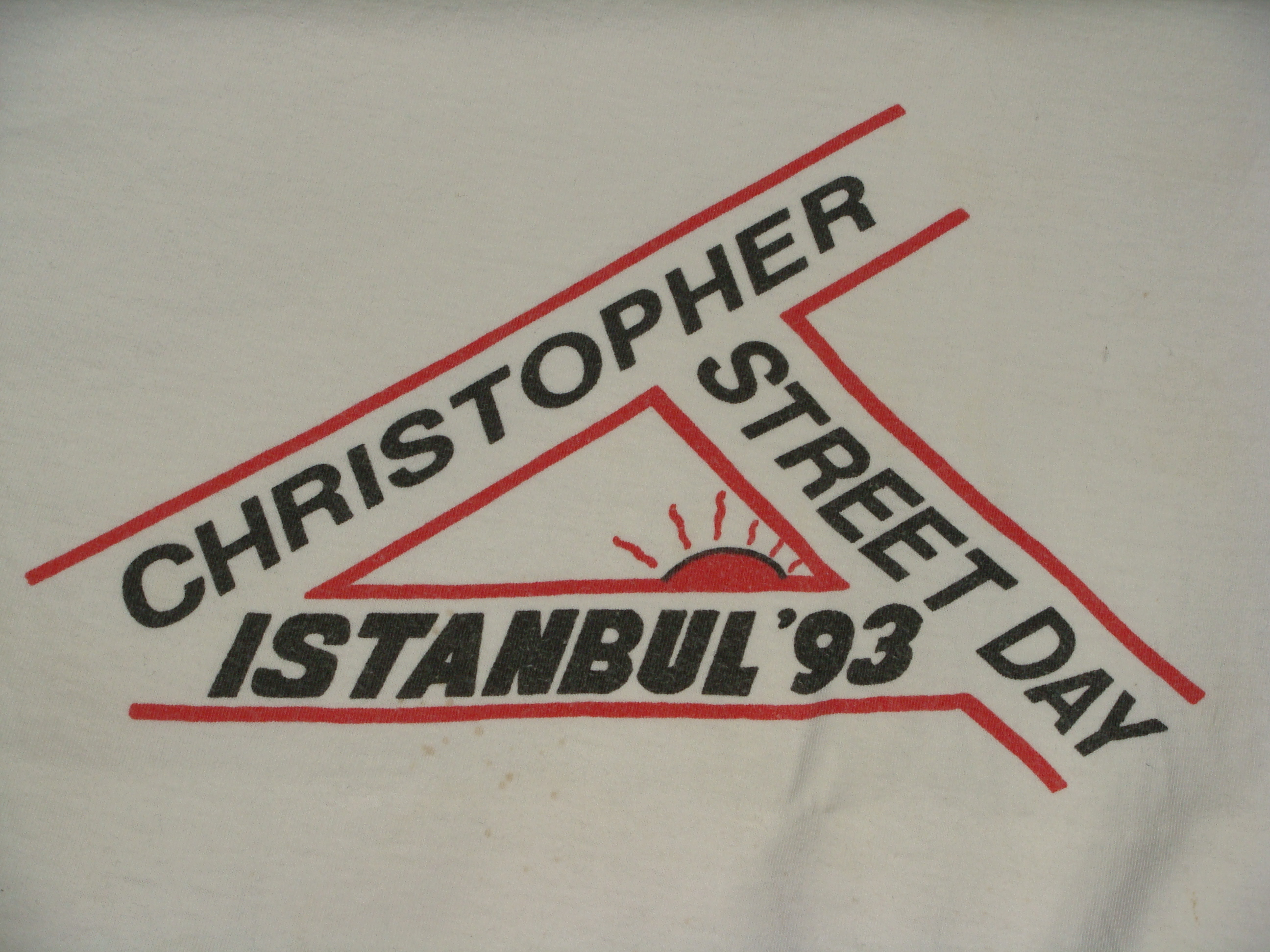
T-shirt original créé pour la première célébration de Christopher Street Day en 1993

## Histoire
Lambdaistanbul a été fondée à la suite de l’interdiction du Christopher Street Day Sexual Liberation Activities à Istanbul en juillet 1993 par les autorités municipales d’Istanbul. Auparavant, les homosexuels se rassemblaient sous le nom de Gökkuşağı (Arc en ciel), puis l'association a changé de nom pour devenir "Lambdaistanbul".
Lambdaistanbul a contribué à la publication des magazines "100`de 100 Gay ve Lezbiyen" (100 pour 100 Gay et Lesbienne) et "Cins".
En 1996, dans la conférence "Habitat  II"  de l'ONU, Lambdaistanbul a ouvert son propre stand et, à cette occasion, a pour la première fois fait connaitre son nom partout en Turquie. Cette conférence a notamment permis de dénoncer au grand public les actes de discrimination qu'exerce la police envers les travestis et les transsexuels dans la rue d'Ülker. 
Avec l'aide de l'ONG de lutte contre le SIDA, Lambdaistanbul a publié le livre "Tout ce que vous ne voulez pas savoir sur le SIDA", financé par l'Organisation mondiale de la santé.
Après la rencontre des homosexuels turcs, « Que veulent les homosexuels ? », en 2002, ils ont expliqué leurs demandes lors d'une conférence de presse.
En 2003, ils ont créé leur propre bibliothèque. Elle contient approximativement 1000 livres.
En 2003, le symposium « Discrimination et Violence contre les homosexuels » a été organisée avec l'aide des universitaires de l'université Bilgi et du groupe des beurs anatoliens.
En 2003, la première marche des fiertés est organisée avec la participation de 50 personnes.
En 2004, ils ont organisé un autre symposium "Comprendre les identités sexuelles et les orientations" pour 2 jours au sein de l'université Bilgi. Ils commencent un travail d'interview, parlant notamment des discriminations contre les homosexuels à l'école.
En 2005, ils publient le premier sondage sérieux concernant l'homosexualité à Istanbul.
Le 19 juillet 2007 s'ouvre à Istanbul un procès à l'encontre de l'organisation. Celui-ci fut intenté par les autorités d'Istanbul pour « atteinte aux valeurs familiales turques ».
En mai 2008, un tribunal d'Istanbul condamne l'association à se dissoudre. Ce jugement est rejeté par la Cour suprême en décembre 2008. Un appel, à la suite d'une demande d'interdiction du gouverneur d'Istanbul, est à nouveau rejeté en janvier 2009, la Cour suprême d'appel autorisant de ce fait l'existence d'associations LGBT en Turquie. 
Lambdaistanbul ne tient pas de fichier : l'adhésion est seulement de principe.